# Anwar ul-Haq Kakar
Anwar ul-Haq Kakar, né en 1971, est un homme d'État pakistanais, Premier ministre du 14 août 2023 au 4 mars 2024.

## Biographie
Il est né en 1971 dans le Balouchistan.
Membre de la Ligue musulmane du Pakistan (N) jusqu'au coup d'État de 1999 au Pakistan, il rejoint la Ligue musulmane du Pakistan (Q) et échoue à se faire élire député lors des élections législatives pakistanaises de 2008. Il quitte ce parti puis est élu député indépendant en 2018. Il fonde ensuite le Parti baloutche Awami.

### Premier ministre
Le 5 août 2023, le Premier ministre Sharif annonce que l'Assemblée sera dissoute le 9 août et que le scrutin aura lieu sur la base du nouveau recensement. Cette décision reporte le scrutin jusqu'en avril 2024,.
Comme prévu, le président Alvi signe le décret le 9 août. Le 12 août, Anwar ul-Haq Kakar est désigné Premier ministre par intérim après un accord entre le Premier ministre sortant et le chef de l'opposition Raja Riaz Ahmad. Il prête serment le 14 août, au lendemain de sa démission de son parti et du Sénat.